# Districtul Qudsaya
Districtul Qudsaya (în arabă منطقة قدسيا, transliterat: manṭiqat Qudsaya) este un district al Guvernoratului Rif Dimashq din sudul Siriei.
Districtul Qudsaya este situat la nord-vest de Guvernoratul Damasc și de Muntele Qasioun, acoperind periferia nord-vestică a  Damascului metropolitan. Centrul administrativ este orașul Qudsaya.
Până în 2009, Qudsaya a fost un sub-district în districtul Markaz Rif Dimashq. În februarie 2009, districtul Qudsaya a fost format, combinând fostul sub-district Qudsaya cu două sub-districte din Districtul Al-Zabadani. La recensământul din 2004, aceste subdistricte aveau o populație totală de 105.974 de locuitori.

## Subdistricte
Districtul Qudsaya este împărțit în trei sub-districte sau nawāḥī. Cifrele privind populația din tabel sunt din 2004.
| Cod      | Nume                       | Suprafață  | Populație |
| -------- | -------------------------- | ---------- | --------- |
| SY031000 | Subdistrictul Qudsaya      | 59,86 km²  | 64.412    |
| SY031001 | Subdistrictul Al-Dimas     | 159,51 km² | 21.978    |
| SY031002 | Subdistrictul Ain al-Fijah | 102,27 km² | 19.584    |

## Localități
Potrivit Biroului Central de Statistică (CBS), satele și orașele din tabelul următor alcătuiesc districtul Qudsaya.